# Київська лісова науково-дослідна станція

Центральна будівля Київської лісодослідної станції

Київська лісова науково-дослідна станція — державне підприємство, одне з центральних в системі лісодослідних станцій Українського НДІ лісового господарства та агролісомеліорації імені Г. М. Висоцького.

## З історії станції
Станція до листопада 1998 року мала назву «Старопетрівська лісова дослідна станція з селекції та підвищення продуктивності лісів»).
Її створено 1985 року на базі Старопетрівського та Першотравневого лісництв Клавдіївського держлісгоспу.
На сьогодні виробнича частина представлена двома лісництвами загальною площею 10,5 тис. га, у тому числі 10 тис. га лісовкритої площі.

## Загальна характеристика
На території станції розмішені офісний корпус (із залом засідань), пінетум (колекція сосен), розплідники дерев, у тому числі клонові та родинні колекції (у кожній колекції близько 500–800 одиниць різноманіття).
Станція та її лісництва розміщені на вододілі між Київським водосховищем та заплавою нижньої течії річки Ірпінь. Загальна площа станції становить близько 130 га.
Директор станції — Бойко Олексій Леонідович, депутат Вишгородської районної ради з 05.11.2010 р..

## Завдання станції
Згідно з інтерв'ю директора станції Олексія Бойка, «Серед головних завдань станції — селекційно-насінницькі роботи в зоні Українського Полісся, дослідження радіологічного впливу на деревно-чагарникову рослинність та організація ведення лісового господарства в радіоактивно забруднених лісах.» … «На даний час Київська ЛНДС має близько 80 постійних дослідних об'єктів, до складу яких входять 88 га клонових насінних, 27 га архівно-маточних, 2 га родинних плантацій і 21 га випробних культур сосни звичайної.».

## Об'єкти охорони
На території лісництв науково-дослідної станції розташовані:
- «Дзвінкова криниця» — гідрологічна пам'ятка на території Старопетрівського лісництва (2,5 га, створена 5 жовтня 2000 р.),
- «Ново-Петрівський геологічний розріз» — геологічна пам'ятка природи місцевого значення (2 га, створена 29 жовтня 1979 р.),
- «Старопетрівські соснові насадження» — заповідне урочище місцевого значення на території Старопетрівського лісництва (102,9 га, створено 18 грудня 1984 р.),
- «Первомайське урочище» — заповідне урочище місцевого значення, розташована в межах Першотравневого лісництва (82,1 га, створено 18 грудня 1984 р.)